# مقاطعة فارسان
مقاطعة فارسان (بالفارسية: شهرستان فارسان) هي مقاطعة تقع في تشهارمحال وبختیاري في إيران. يقدر عدد سكانها بـ 90,111 نسمة .